# 五叠氮化锑
五叠氮化锑是一种无机化合物，化学式为Sb(N3)5，它具有三角双锥构型，分子对称性为Cs。它的合成最初于2002年被报道，即可由五氟化锑和三甲基叠氮硅烷在二氧化硫中反应得到，并于2004年被成功分离。它和叠氮化四苯基𬭸反应，可以得到[PPh4][Sb(N3)6]。